# گروبه
گروبه (به آلمانی: Grube) یک شهر در آلمان است که در استهلشتاین واقع شده‌است. گروبه ۱٬۰۳۴ نفر جمعیت دارد.